# Баскаков, Василий Григорьевич
Василий Григорьевич Баскаков (18 [29] декабря 1728 — 17 [28] ноября 1772) — статский советник, депутат Екатерининской комиссии по составлению нового уложения.

## Биография
Родился 18 (29) декабря 1728 года. 
Был сначала членом, затем вице-президентом «Канцелярии опекунства иностранных», учрежденной 22 июля 1763 года для устройства иностранных колонистов. В 1766 году президент этой канцелярии граф Григорий Григорьевич Орлов передал ему для прочтения и оценки рукопись только что законченного Екатериной «Наказа». В письме на имя Орлова, Баскаков, не сочувствуя некоторым либеральным мнениям императрицы, изложил несколько любопытных замечаний на её труд. Прочитав это письмо, Екатерина со многим не согласилась, но нашла некоторые поправки «бесспорно» основательными и написала на полях письма: все его примечания умны.
В 1767 году Баскаков был выбран депутатом от своей канцелярии и от дворянства гор. Судиславля, в уезде которого жило много его родственников дворян Баскаковых, участвовавших в выборах. На заседаниях большого собрания комиссии он принимал деятельное участие в прениях. Когда маршал комиссии, Бибиков в июле 1768 года предложил голосовать за проект о правах дворянства — без обсуждения, Баскаков первый решительно воспротивился этому, объявив, что он намерен сделать замечания почти на все статьи проекта, и потому ни да, ни нет ни на одну из них сказать не может.
По своему образу мыслей Баскаков является типичным представителем того большинства в комиссии, которое колебалось между крайними мнениями князя Щербатова и Коробьина. Знакомые, привычные мысли в пламенных и сильных речах Щербатова казались более убедительными, — но, находясь под сильным давлением просветительных идей, возвещенных верховной властью, большинство не решалось всецело стать на его сторону и совершенно отвергнуть не менее красноречивого защитника новых идей, идей императрицы, Коробьина. Обыкновенно говоривший очень много на заседаниях, Баскаков уклонился под формальным предлогом от обсуждения вопроса о «свободных деревнях», вопроса, вызвавшего наиболее оживленный спор между названными представителями крайних мнений. Не отвергая проектированной статьи о праве благородных давать крепостным людям свободу, он, однако, предлагал включить в эту статью определение о праве дворян на частную продажу крестьян. Точно так же в упомянутом выше письме к графу Орлову, Баскаков не находил возможным совершенно отменить пытки, как предлагала императрица, но соглашаясь до известной степени с нею, советовал отменить их, «кроме необходимых случаев, в которых причиною истязания будет собственное человека упорство».
Во время прений в комиссии, он не ставил дворянства, как некоторые депутаты, несравненно выше других сословий, однако предлагал установить для дворян «особливые какие ни есть благопристойные знаки, или отличности в платье». Замечания его, записанные в протоколах большого собрания, интересны тем, что в них обнаруживается известная его юридическая образованность. Добиваясь точности и полноты законодательных определений, Баскаков предлагал много редакционных поправок. Все свои замечания Баскаков излагал устно, а не в записках, как большинство депутатов; но он не отличался особым красноречием, и это обстоятельство, а также сухое содержание большей частей его речей не обеспечили ему большого успеха в собрании; впрочем, некоторые его замечания встречали одобрение значительного числа депутатов; при баллотировании в подкомиссии он получил один раз 99 и другой раз 141 избирательных баллов. 27 мая 1768 года он вошёл в состав духовно-гражданской подкомиссии, но не по избранию, а по назначению маршала.
Умер 17 (28) ноября 1772 года.
По имени Василия Григорьевича Баскакова получило своё название село Баскатовка Саратовской области.